# 23 oktober
23 oktober is de 296ste dag van het jaar (297ste dag in een schrikkeljaar) in de gregoriaanse kalender. Hierna volgen nog 69 dagen tot het einde van het jaar.

## Gebeurtenissen
- Algemeen
  - 1853 - Spoorwegstation Valkenburg wordt in Nederland in gebruik genomen.[1]
  - 2002 - Tsjetsjeense rebellen nemen ongeveer 700 mensen in gijzeling in een musicaltheater in Moskou.[1]
  - 2004 - Tijdens een aardbeving ontspoort een Shinkansentrein voor het eerst.
  - 2007 - Er zijn op veel plaatsen in Nederland stakingen door scholieren, in verband met de plannen voor de 1040 uren regeling.
  - 2007 - Umbro wordt voor 408 miljoen euro overgenomen door Nike.[1]
  - 2009 - Het radioprogramma Morgenstond van RadioNL wint als eerste programma dat niet door heel Nederland te beluisteren is De Gouden RadioRing.
  - 2011 - Aardbeving in Turkije, nabij de stad Van, met een kracht van 7,2 op de schaal van Richter.
  - 2016 - Ruim vier jaar na hun ontvoering door Somalische piraten worden 26 Aziatische bemanningsleden van een Taiwanese vissersboot vrijgelaten.
  - 2019 - In Grays is een vrachtwagen aangetroffen met 39 dode Chinezen erin. De koeltrailer werd bestuurd door een inmiddels gearresteerde Noord-Ier.
  - 2022 - Een tornado richt schade aan in het departement Pas-de-Calais in Frankrijk waarbij vooral het dorp Bihucourt zwaar wordt getroffen. Volgens lokale autoriteiten raakt een persoon lichtgewond.[2]

- Media
  - 2023 - Eva Jinek ontvangt de Sonja Barend Award voor het televisie-interview dat zij had met Camille van Gestel, een van de betrokkenen bij de veelbesproken mondkapjesdeal.[3]

- Muziek
  - 1995 - De Britse band Def Leppard geeft op een dag een concert op 3 continenten. Ze beginnen in Tanger (Marokko), daarna doen ze Londen (Groot-Brittannië) aan en ze eindigen in Vancouver (Canada). Door deze prestatie krijgt de band een vermelding in het Guinness Book of Records.[4]
- Oorlog
  - 42 v.Chr. - Romeinse burgeroorlog: Tweede Slag bij Philippi - Brutus' leger wordt met overmacht verslagen door Marcus Antonius en Octavianus. Brutus pleegt zelfmoord.
  - 1086 - Slag bij Zallaqa tussen de Almoraviden onder leiding van Yusuf ibn Tashfin en koning Alfonso VI van Castilië en León bij de plaats Zallaqa (Sagrajas) in Badajoz (Extremadura, Zuid-Spanje).
  - 1911 - Italiaans-Turkse Oorlog: Kapitein-Vlieger Carlos Piazza steeg op 23 oktober 1911 om 06:19 uur met zijn Blériot XI op voor een verkenningsvlucht, om zo de Turks-Arabische opmars te lokaliseren. Hierdoor legde Kapitein-Vlieger Carlos Piazza de eerste oorlogsvlucht af in de geschiedenis en was de Blériot XI het eerste militaire vliegtuig dat ingezet werd tijdens een oorlog. Gevolgd door Kapitein-Vlieger Ricardo Moizo in een Nieuport.
  - 1941 - Tweede Wereldoorlog: Georgi Zjoekov neemt de leiding op zich van het Rode Leger en probeert te voorkomen dat Duitse troepen verder Rusland intrekken.[1]
  - 1983 - Libanon: Bij een dubbele zelfmoordaanslag wordt het hoofdkwartier van de Amerikaanse en Franse blauwhelmen in Beiroet opgeblazen; 241 Amerikaanse mariniers en 58 Franse parachutisten komen om.
  - 2011 - De Nationale Overgangsraad roept officieel de bevrijding van Libië uit na de dood van Moammar al-Qadhafi.
- Politiek
  - 425 - De 6-jarige Valentinianus III wordt keizer van het West-Romeinse Rijk.
  - 473 - Keizer Leo I benoemt zijn kleinzoon Leo II tot Caesar en toekomstig troonopvolger van het Oost-Romeinse Rijk.
  - 1862 - Troonsafstand van koning Otto I van Griekenland.[1]
  - 1956 - In Boedapest breekt de Hongaarse opstand uit.[1]
  - 1983 - De grootste betoging uit Belgische geschiedenis trekt door de straten van Brussel: 400.000 mensen protesteren tegen de plaatsing van nieuwe kernraketten.[5]
  - 1992 - Het leger van de West-Afrikaanse staat Togo sluit de grenzen met Benin, Ghana en Burkina Faso en maakt bekend dat het de gijzeling van 41 parlementsleden zal volhouden tot aan zijn eisen is voldaan.
  - 2001 - Het Ierse Republikeinse Leger belooft zich te ontwapenen.
  - 2001 - Het bestuur van Leefbaar Nederland draagt Pim Fortuyn voor als lijsttrekker voor de Tweede Kamerverkiezingen van 15 mei 2002.
  - 2012 - Europarlementslid Corneliu Vadim Tudor, een extreemrechts politicus uit Roemenië, komt in opspraak omdat hij op televisie zegt dat "er nooit een Holocaust was in Roemenië".
  - 2015 - Na ruim een week van gewelddadige protesten besluit president Jacob Zuma van Zuid-Afrika de gewraakte verhoging van collegegelden te schrappen.
  - 2016 - Tientallen regeringsgezinde demonstranten bestormen het parlementsgebouw in Venezuela.
  - 2022 - De Chinese president Xi Jinping wordt verkozen voor een derde termijn als secretaris-generaal van de Communistische Partij van China.[6]

- Religie
  - 4004 v.Chr. - De schepping van de aarde vindt plaats, althans volgens James Ussher, aartsbisschop van het Ierse Armagh (een zondag, om 9 uur 's morgens, alhoewel de tijdzone onbekend is).
- Sport
  - 1962 - Zwemster Dawn Fraser uit Australië brengt in Melbourne haar eigen wereldrecord op de 100 meter vrije slag op exact één minuut: 1.00,0.
  - 1963 - Wielervereniging De Windmolens uit Geffen wordt opgericht.
  - 2017 - Everton FC ontslaat voetbalcoach Ronald Koeman. Hij was 16 maanden in dienst van de club.
  - 2021 - Bij de Wereldkampioenschappen baanwielrennen in het Franse Roubaix bereikt het Nederlandse duo Kirsten Wild en Amy Pieters voor de derde achtereenvolgende keer de eerste plaats bij het onderdeel koppelkoers dat ook wel madison wordt genoemd.[7]
  - 2021 - De Nederlander Rico Verhoeven prolongeert de wereldtitel in het zwaargewicht van het kickboksen in een wedstrijd tegen de Belg Jamal Ben Saddik.[8]
- Wetenschap en technologie
  - 1803 - John Dalton publiceert als eerste over atoomgewichten en molecuulgewichten (respectievelijk zes en dertien).[1]
  - 1989 - Landing van spaceshuttle Atlantis waarmee een einde is gekomen aan missie STS-34.[9]
  - 2001 - Het Amerikaanse technologiebedrijf Apple brengt de draagbare MP3-speler iPod met een opslagcapaciteit van 5 GB op de markt.[4]
  - 2007 - Spaceshuttle Discovery brengt met missie STS-120 de Harmony module naar het Internationaal Ruimtestation (ISS).[10]
  - 2023 - Lancering met een Lange Mars 2D raket van China Aerospace Science Corporation (CASC) vanaf lanceerbasis Xichang LC-3 van de Yaogan 39 Group 04 missie met drie Chinese spionagesatellieten.[11]
  - 2023 - In een artikel in het wetenschappelijk tijdschrift Nature Astronomy melden wetenschappers dat ze poollicht op de planeet Uranus hebben aangetoond dat alleen zichtbaar is op nabij-infrarode golflengtes. De wetenschappers maakten hiervoor gebruik van waarnemingen die al op 5 september 2006 zijn gedaan met de Keck II telescoop op Hawaï.[12][13]
  - 2023 - Wetenschappers van de Amerikaanse Universiteit van Arizona beschrijven in een artikel in Nature Communications earth & environment dat onder bepaalde omstandigheden fragmenten die van de Maanbodem losraken in een baan om de Aarde kunnen komen. Zij ondersteunen hiermee de bevindingen die wetenschappers op 11 november 2021 publiceerden over de NEO (469219) Kamoʻoalewa.[14][15][16][17]

## Geboren

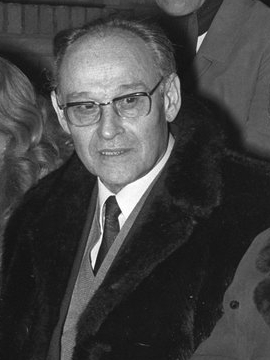
Elek Schwartz,
geboren in 1908

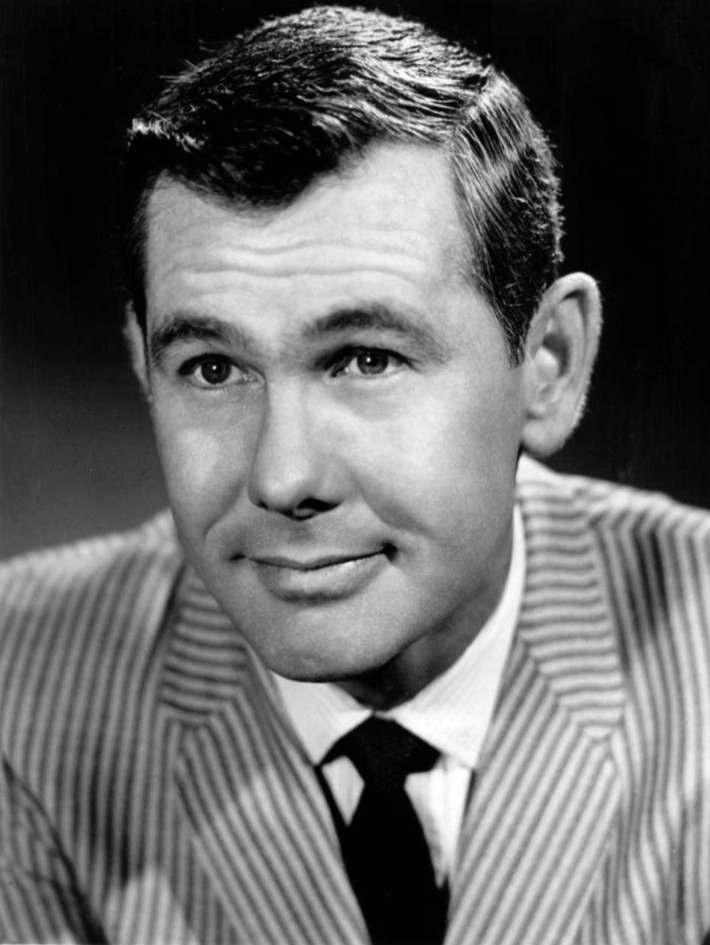
Johnny Carson,
geboren in 1925

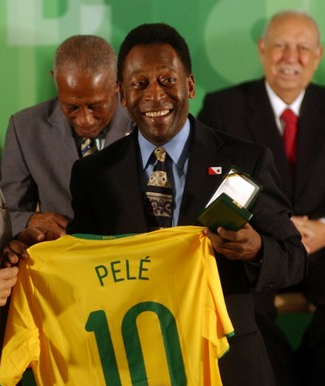
Pelé,
geboren in 1940

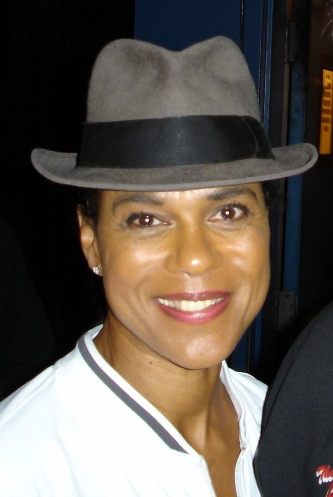
Pauline Black,
geboren in 1953

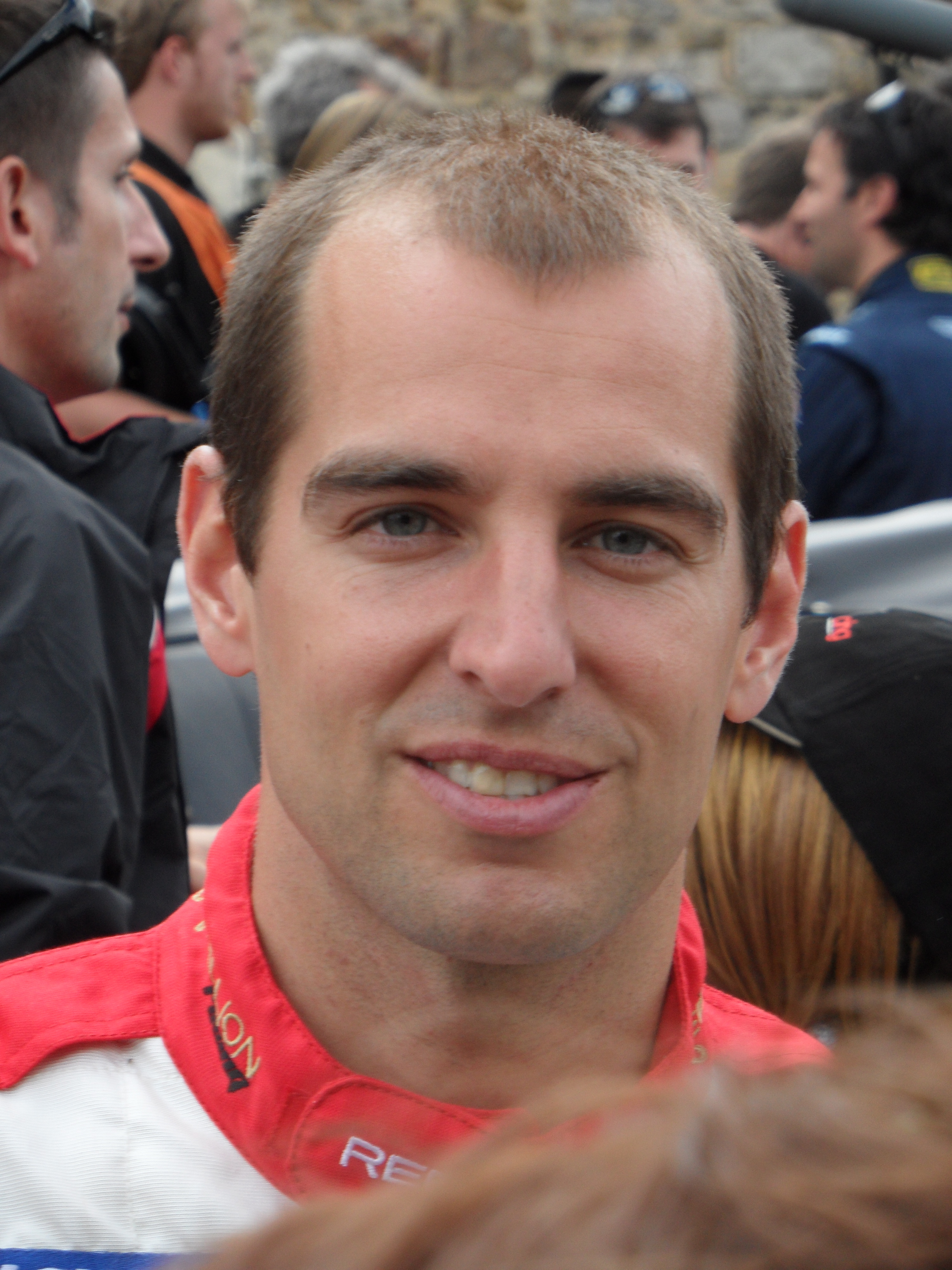
Jeroen Bleekemolen,
geboren in 1981

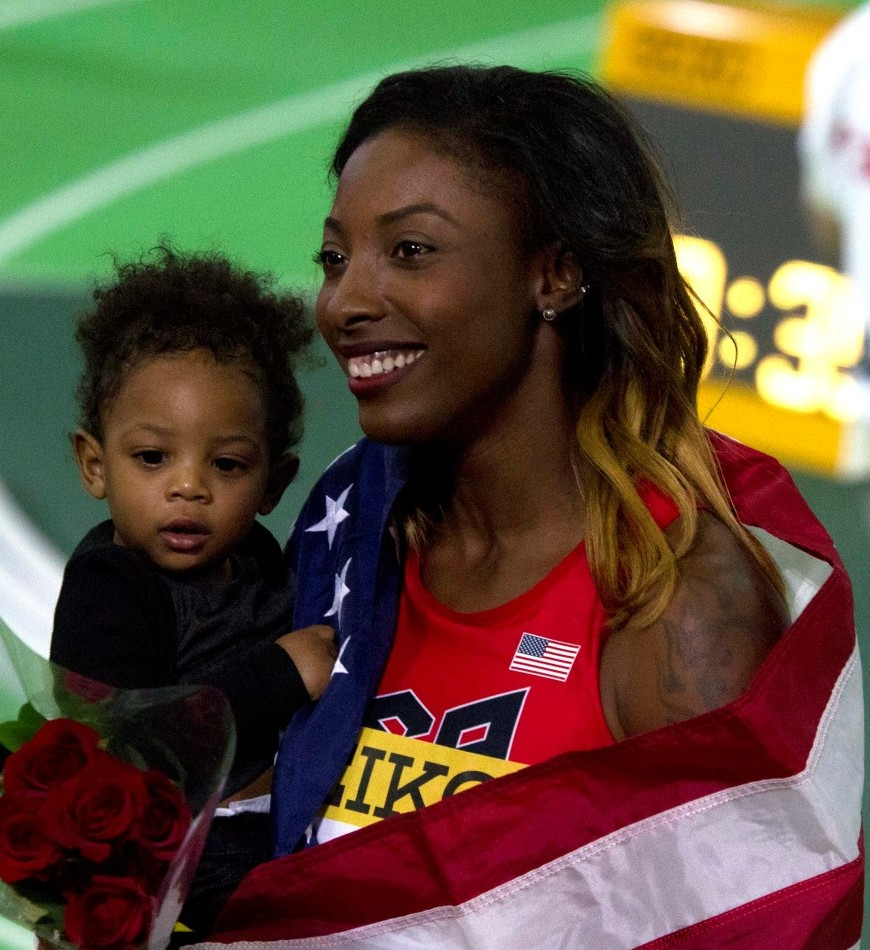
Nia Ali,
geboren in 1988

- 1713 - Pieter Burman Jr., Nederlands filoloog, dichter, redenaar en hoogleraar (overleden 1778)
- 1766 - Emmanuel de Grouchy, Frans maarschalk onder Napoleon Bonaparte (overleden 1847)
- 1771 - Jean-Andoche Junot, Frans generaal (overleden 1813)
- 1789 - Joost Hiddes Halbertsma, Nederlands schrijver en dominee (overleden 1869)
- 1801 - Albert Lortzing, Duits componist (overleden 1851)
- 1805 - Adalbert Stifter, Oostenrijks schrijver (overleden 1868)
- 1817 - Pierre Larousse, Frans encyclopedist (overleden 1875)
- 1818 - Gaetano Alimonda, Italiaans kardinaal-aartsbisschop van Turijn (overleden 1891)
- 1834 - Egbert van Hoepen, Nederlands zeevaarder (overleden 1921)
- 1843 - Johannes Jacobus van Bakkenes, Nederlands burgemeester (overleden 1894)
- 1844 - Robert Bridges, Engels dichter, poet laureate (overleden 1930)
- 1857 - Juan Luna, Filipijns kunstschilder (overleden 1899)
- 1861 - Sara Benedicts, Nederlands pianiste en muziekpedagoge (overleden 1949)
- 1863 - Thomas Bastiaan Pleyte, Nederlands advocaat en politicus (overleden 1926)
- 1869 - J.H. Speenhoff, Nederlands kleinkunstenaar (overleden 1945)
- 1873 - William David Coolidge, Amerikaans natuurkundige (overleden 1975)
- 1873 - Ricardo Villa González, Spaans componist en dirigent (overleden 1935)
- 1892 - Gummo Marx, Amerikaans acteur (overleden 1977)
- 1892 - Aat van Rhijn, Nederlands politicus (overleden 1986)
- 1893 - Jean Absil, Belgisch componist (overleden 1974)
- 1899 - Arthur Lehning, Nederlands anarchist, publicist en vertaler (overleden 2000)
- 1901 - Kristmann Guðmundsson, IJslands schrijver (overleden 1983)
- 1903 - Johanna de Geus, Nederlands zangeres (overleden 1986)
- 1904 - Joseph Custers, Belgisch politicus (overleden 1982)
- 1904 - Maximilien de Furstenberg, Belgisch curiekardinaal (overleden 1988)
- 1905 - Felix Bloch, Zwitsers/Amerikaans natuurkundige (overleden 1983)
- 1905 Sjaan Mallon, Nederlands atlete (overleden 1970)
- 1906 - Gertrude Ederle, Amerikaans zwemster (overleden 2003)
- 1908 - Juan Botasso, Argentijns voetballer (overleden 1950)
- 1908 - Ilja Frank, Russisch natuurkundige (overleden 1990)
- 1908 - Elek Schwartz, Roemeens voetballer en voetbaltrainer (overleden 2000)
- 1909 - Albert Wairisal, eerste premier van de Republik Maluku Selatan (overleden 1990)
- 1912 - Henk Kikkert, Nederlands politicus (overleden 1988)
- 1916 - Maria Rosseels, Belgisch schrijfster (overleden 2005)
- 1919 - Manolis Andronikos, Grieks archeoloog (overleden 1992)
- 1920 - Tetsuya Theodore Fujita, Japans meteoroloog en natuurkundige (overleden 1998)
- 1921 - Tom Manders, Nederlands tekenaar, komiek en cabaretier (overleden 1972)
- 1922 - Gerhard Bronner, Oostenrijks componist (overleden 2007)
- 1923 - Ned Rorem, Amerikaans componist en schrijver (overleden 2022)
- 1924 - Théo Mathy, Waals sportjournalist en televisiepresentator (overleden 2007)
- 1925 - Johnny Carson, Amerikaans televisiepresentator (overleden 2005)
- 1925 - José Freire Falcão, Braziliaans geestelijke en kardinaal van de Rooms-Katholieke Kerk (overleden 2021)
- 1926 - Larry Crockett, Amerikaans autocoureur (overleden 1955)
- 1927 - Dezső Gyarmati, Hongaars waterpolospeler en -coach (overleden 2013)
- 1927 - Leszek Kołakowski, Pools filosoof (overleden 2009)
- 1927 - Michel van der Plas, Nederlands journalist en tekstschrijver (overleden 2013)
- 1927 - Sadi, Belgisch jazzmusicus (overleden 2009)
- 1928 - Wim van der Gijp, Nederlands voetballer (overleden 2005)
- 1929 - Roekie Aronds, Nederlands danseres en actrice (overleden 2025)
- 1933 - Yigal Tumarkin, Israëlisch schilder, graficus en beeldhouwer (overleden 2021)
- 1934 - Kristofer Schipper, Nederlands-Frans sinoloog (overleden 2021)
- 1935 - Egon Franke, Pools schermer (overleden 2022)
- 1936 - Kees Buurman, Nederlands radiojournalist, radioprogrammamaker en hoorspelregisseur (overleden 2007)
- 1937 - Giacomo Russo, Italiaans autocoureur (overleden 1967)
- 1937 - Ben Schellekens, Nederlands burgemeester (overleden 2024)
- 1937 - Yvonne Staples, Amerikaans zangeres (The Staple Singers) (overleden 2018)
- 1938 - Harry Lockefeer, Nederlands journalist en hoofdredacteur (overleden 2007)
- 1939 - Stanley Anderson, Amerikaans acteur (overleden 2018)
- 1940 - Fred Marsden, Engels drummer (overleden 2006)
- 1940 - Pelé, Braziliaans voetballer (overleden 2022)
- 1940 - Fouad Twal, Jordaans katholiek geestelijke
- 1941 - René Metge, Frans rallyrijder en -organisator (overleden 2024)
- 1941 - Igor Smirnov, president van Transnistrië
- 1942 - Michael Crichton, Amerikaans schrijver (overleden 2008)
- 1942 - Anita Roddick, Brits onderneemster (overleden 2007)
- 1943 - Vincent Mauro, Amerikaans voetbalscheidsrechter
- 1945 - Michel Vautrot, Frans voetbalscheidsrechter
- 1946 - Piet Dam, Nederlands rallycrosser (overleden 2008)
- 1946 - Gerda Havertong, Surinaams-Nederlands actrice en zangeres
- 1946 - Paul Wessels, Nederlands politicus (overleden 2024)
- 1947 - Kazimierz Deyna, Pools voetballer (overleden 1989)
- 1948 - Eddy Hilberts, Nederlands muziekproducent, artiest en songwriter
- 1948 - Theo Vishnudatt, Surinaams politicus
- 1949 - Michael Burston, Brits gitarist (overleden 2011)
- 1949 - Tristan Honsinger, Amerikaans cellist en componist (overleden 2023)
- 1950 - Guy Bleus, Belgisch beeldend kunstenaar
- 1950 - Harry Sacksioni, Nederlands gitarist en componist
- 1951 - Gerd Kische, Oost-Duits voetballer
- 1952 - Antjie Krog, Zuid-Afrikaanse dichteres en schrijfster
- 1952 - Hiroshi Masumura, Japans mangatekenaar, animemaker en kunstenaar
- 1952 - Pierre Moerlen, Frans drummer (overleden 2005)
- 1952 - Gerrit Piek, Nederlands politicus
- 1953 - Taner Akçam, Turks historicus en socioloog
- 1953 - Pauline Black, Brits zangeres
- 1954 - Ang Lee, Taiwanees filmregisseur
- 1954 - Uli Stein, Duits voetballer
- 1955 - Job Dragtsma, Nederlands voetbaltrainer
- 1955 - Jörg Peter, Duits atleet
- 1956 - Sergio Fortunato, Argentijns voetballer
- 1956 - Emme Groot, Nederlands politicus
- 1956 - Darrell Pace, Amerikaans boogschutter
- 1956 - Mari Elka Pangestu, Indonesische politica
- 1956 - Dianne Reeves, Amerikaans jazzzangeres
- 1956 - Katrin Sass, Duits actrice
- 1957 - Adam Nawałka, Pools voetballer en voetbalcoach
- 1957 - Graham Rix, Engels voetballer en voetbalcoach
- 1958 - Sonja Claes, Belgisch politica
- 1958 - Jos van Heerden, Nederlands diskjockey
- 1958 - Thierry van Werveke, Luxemburgs acteur (overleden 2009)
- 1959 - "Weird Al" Yankovic, Amerikaans muzikant
- 1961 - Olga Levina, Oekraïens damster
- 1961 - Knut Erik Sundquist, Noors contrabassist
- 1961 - Andoni Zubizarreta, Spaans voetbaldoelman
- 1962 - Stefano Colantuono, Italiaans voetballer en voetbaltrainer
- 1962 - Judikje Kiers, Nederlands kunsthistorica en museumdirecteur
- 1962 - Christo van Rensburg, Zuid-Afrikaans tennisser
- 1963 - Pieter van Maaren, Nederlands politicus en burgemeester
- 1963 - John Scherrenburg, Nederlands waterpoloër
- 1964 - Camilla Henemark, Zweeds zangeres, model, actrice
- 1964 - Eric Kemperman, Nederlands politicus
- 1964 - Robert Trujillo, Amerikaans bassist
- 1965 - Petra Berger, Nederlands zangeres
- 1966 - Alessandro Zanardi, Italiaans autocoureur
- 1967 - Jaime Yzaga, Peruviaans tennisser
- 1970 - Grant Imahara, Amerikaans tv-presentator (overleden 2020)
- 1971 - Chris Horner, Amerikaans wielrenner
- 1971 - Renate Limbach, Nederlands schaakster en onderwijskundige (overleden 2006)
- 1973 - Samuel Remy, Belgische voetballer
- 1974 - Aravind Adiga, Indiaas schrijver
- 1974 - Beatrice Faumuina, Nieuw-Zeelands atlete
- 1974 - Sander Westerveld, Nederlands voetbaldoelman
- 1975 - Pierre-Yves Corthals, Belgisch autocoureur
- 1975 - Marcus Lantz, Zweeds voetballer en voetbalcoach
- 1975 - Ismaël Lotz, Nederlands filmmaker (overleden 2022)
- 1976 - Ryan Reynolds, Canadees acteur
- 1977 - Aleksander Iasjvili, Georgisch voetballer
- 1978 - Archie Thompson, Australisch voetballer
- 1979 - Simon Davies, Welsh voetballer
- 1979 - Ferdinand Feldhofer, Oostenrijks voetballer
- 1979 - Miloš Krško, Slowaaks voetballer
- 1980 - Mate Bilić, Kroatisch voetballer
- 1981 - Jeroen Bleekemolen, Nederlands autocoureur
- 1982 - Eric Kwong, Hongkongs autocoureur
- 1982 - Aleksandar Luković, Servisch voetballer
- 1982 - Jonathan Walasiak, Belgisch voetballer
- 1984 - Mareno Michels, Nederlands darter
- 1984 - Keiren Westwood, Iers voetballer
- 1985 - Miguel (Miguel Jontel Pimentel), Amerikaans zanger, songwriter, acteur en producer
- 1986 - Briana Evigan, Amerikaans actrice en danseres
- 1988 - Nia Ali, Amerikaans atlete
- 1988 - Dani Clos, Spaans autocoureur
- 1988 - Kerstin Frank, Oostenrijks kunstschaatsster
- 1989 - Alain Baroja, Venezolaans voetballer
- 1989 - Jonas Devouassoux, Frans freestyleskiër
- 1989 - Andrij Jarmolenko, Oekraïens voetballer
- 1990 - Gjermund Bråten, Noors snowboarder
- 1990 - Violah Jepchumba, Keniaans-Bahreins atlete
- 1990 - McRae Williams, Amerikaans freestyleskiër
- 1991 - Emil Forsberg, Zweeds voetballer
- 1991 - Mako Komuro, Japans prinses
- 1991 - Rob Lovejoy, Amerikaans voetballer
- 1992 - Lewis Enoh, Kameroens voetballer
- 1992 - Oleksandr Filippov, Oekraïens voetballer
- 1992 - Joelia Galysjeva, Kazachs freestyleskiester
- 1992 - Dylan Haegens, Nederlands youtuber
- 1992 - Michael Harriman, Engels voetballer
- 1992 - Thomas Kaminski, Belgisch voetballer
- 1992 - Álvaro Morata, Spaans voetballer
- 1992 - Michael Ngoo, Engels voetballer
- 1992 - Ryan Stassel, Amerikaans snowboarder
- 1993 - Fabinho, Braziliaans voetballer
- 1993 - Sindrit Guri, Albanees voetballer
- 1993 - Mickaël Tirpan, Belgisch voetballer
- 1994 - Matt Graham, Australisch freestyleskiër
- 1994 - Tomoko Muramatsu, Japans voetballer
- 1995 - Clayton da Silveira da Silva, Braziliaans voetballer
- 1996 - Tim Mooren, Nederlands voetballer
- 1996 - Lukáš Provod, Tsjechisch voetballer
- 1997 - Tim Heinemann, Duits autocoureur
- 1997 - Ezri Konsa, Engels voetballer
- 1997 - Ayrton Mboko, Belgisch voetballer
- 1998 - Amandla Stenberg, Amerikaans actrice
- 1998 - Willum Þór Willumsson, IJslands voetballer
- 1999 - Gijs Leemreize, Nederlands wielrenner
- 2000 - Raúl Fernández, Spaans motorcoureur
- 2000 - Freddy Quispel, Nederlands voetballer
- 2000 - Eliano Reijnders, Nederlands voetballer
- 2001 - Maxim Deman, Belgisch voetballer
- 2001 - David Schumacher, Duits autocoureur
- 2001 - Mina Sundwall, Amerikaans actrice
- 2003 - Sofie Vermeer, Nederlands voetbalster
- 2005 - Peter Hansen, Deens wielrenner
- 2005 - Lynn Verhoef, Nederlands voetbalster

## Overleden

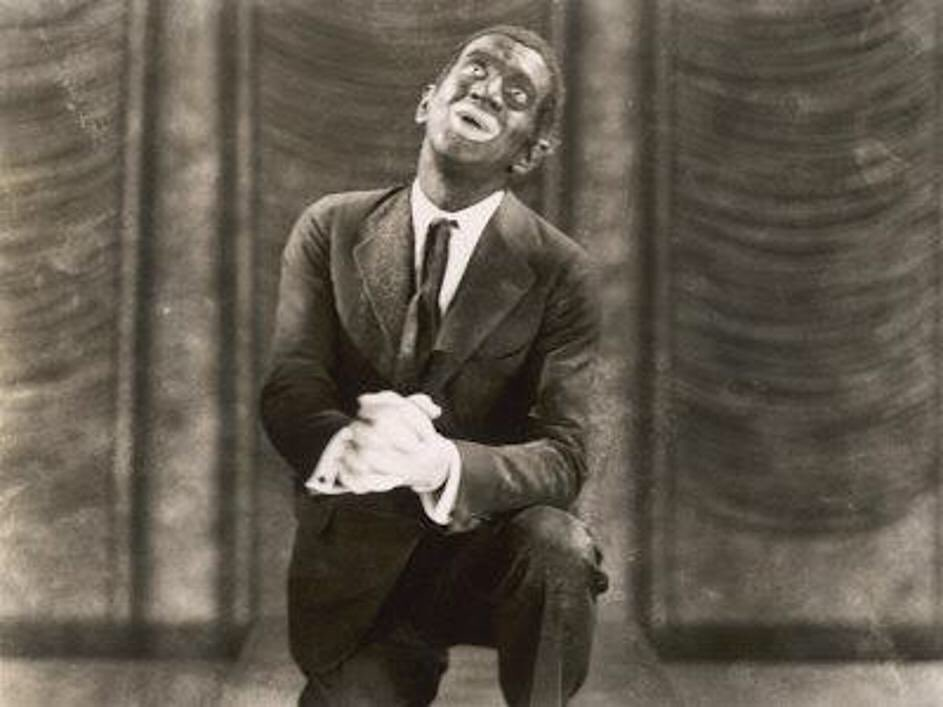
Al Jolson,
overleden in 1950

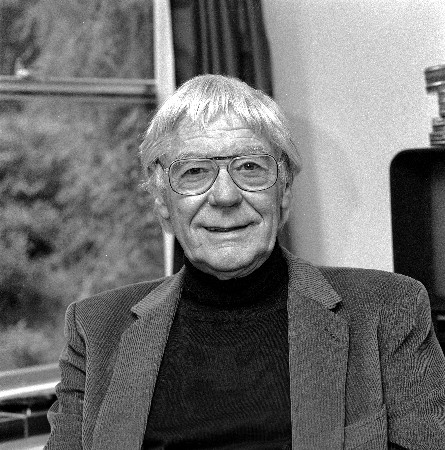
Bert Haanstra,
overleden in 1997

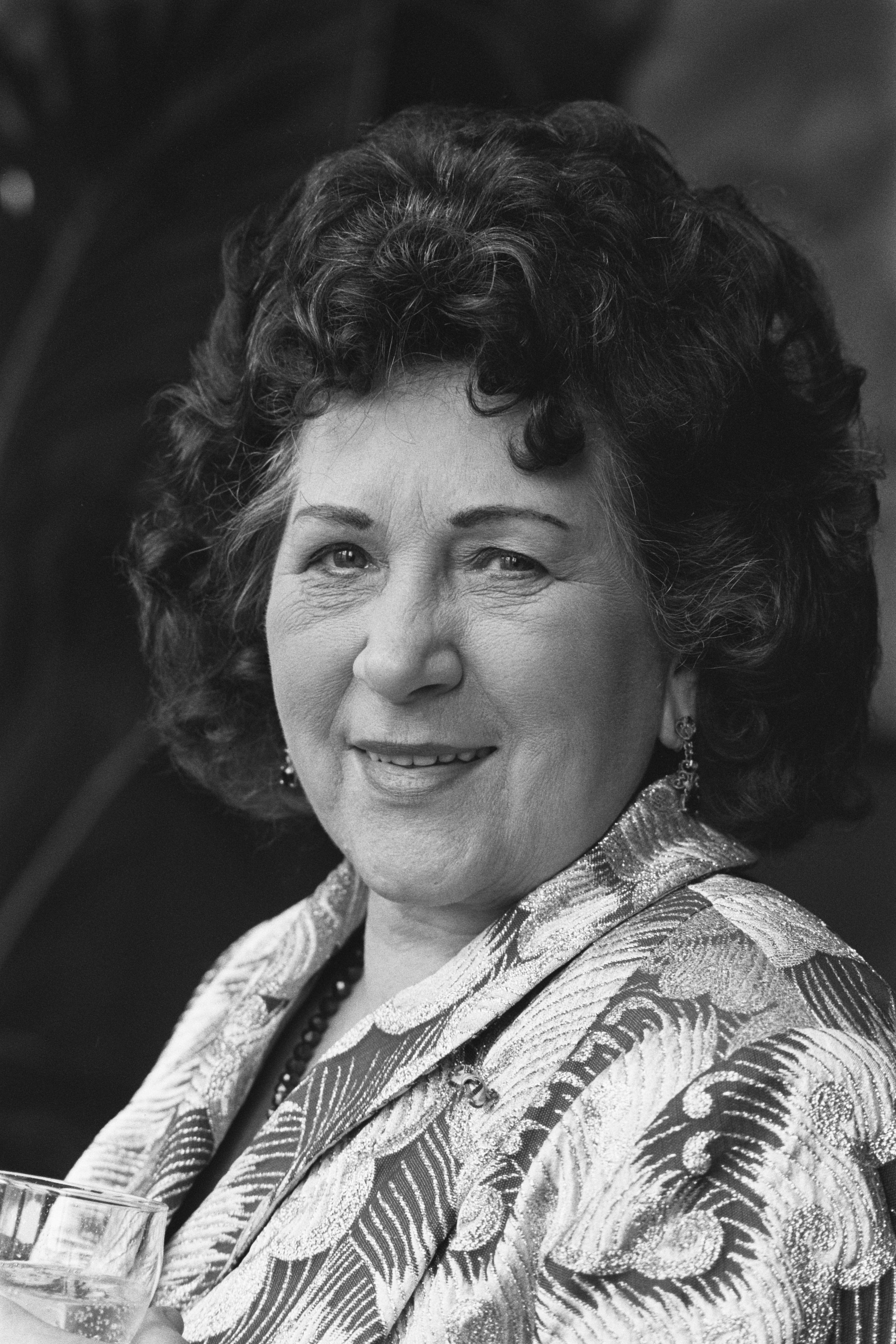
Zangeres Zonder Naam,
overleden in 1998

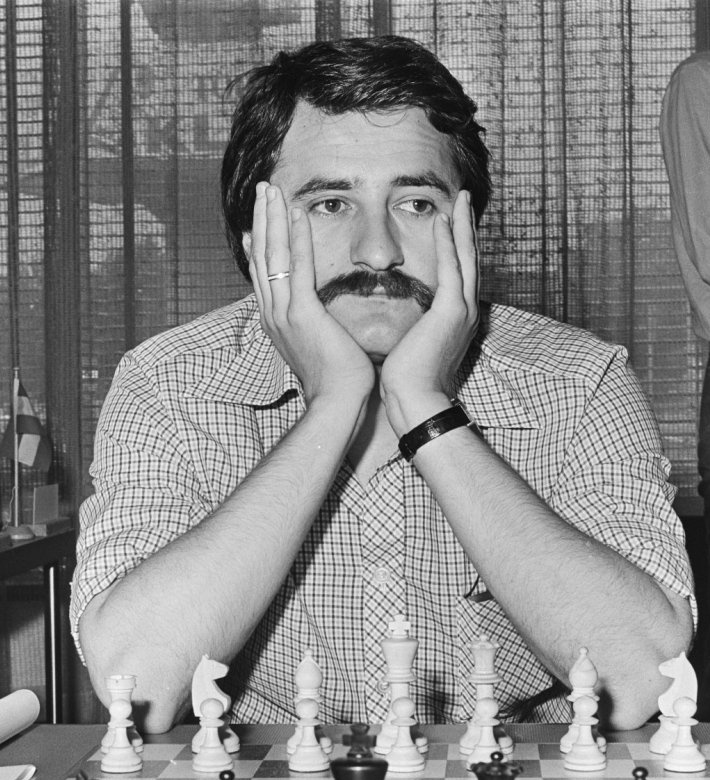
Krunoslav Hulak,
overleden in 2015

- 42 v.Chr. - Marcus Junius Brutus (43), Romeins senator en stoïcijn
- 1661 - Elisabeth Strouven (61), stichteres van het klooster Calvariënberg en schrijfster van een autobiografie
- 1867 - Franz Bopp (76), Duits taalkundige
- 1872 - Théophile Gautier (61), Frans schrijver
- 1875 - Pierre Beke (61), Belgisch liberaal politicus en burgemeester
- 1888 - Francis Thomas Gregory (67), Australisch ontdekkingsreiziger, geodeet en politicus
- 1890 - Karel Verlat (65), Belgisch kunstschilder
- 1896 - Columbus Delano (87), Amerikaans politicus
- 1910 - Chulalongkorn (Rama V) (57), koning van Thailand
- 1921 - John Boyd Dunlop (81), Schots uitvinder
- 1925 - Alfred Bonzon (52), Zwitsers politicus
- 1943 - Johan Schimmel (24), Nederlands verzetsstrijder
- 1944 - Gerrit Rotman (51), Nederlands striptekenaar
- 1950 - Al Jolson (64), Amerikaans zanger en acteur
- 1958 - Erich Köhler (66), Duits politicus
- 1965 - Charles du Bus de Warnaffe (71), Belgisch politicus
- 1970 - Willem van Iependaal (81), Nederlands schrijver en dichter
- 1972 - Rinus van den Berge (72), Nederlands atleet
- 1979 - Antonio Caggiano (90), Argentijns kardinaal-aartsbisschop van Buenos Aires
- 1984 - Oskar Werner (61), Amerikaans acteur
- 1986 - Edward Doisy (92), Amerikaans biochemicus
- 1987 - Alejandro Scopelli (79), Italo-Argentijns voetballer en trainer
- 1993 - Friedrich Dickel (79), Oost-Duits politicus
- 1997 - Bert Haanstra (81), Nederlands filmregisseur
- 1997 - Alfredo dos Santos (77), Braziliaans voetballer
- 1998 - Mary Servaes (79), Nederlands levensliedzangeres
- 2000 - Yokozuna (34), Samoaans worstelaar
- 2002 - Nathan Juran (95), Amerikaans filmregisseur
- 2003 - Aguedo Agbayani (83), Filipijns afgevaardigde en gouverneur
- 2003 - Song Meiling (106), Chinese vrouw van Chiang Kai-shek
- 2004 - Robert Merrill (85), Amerikaans operazanger
- 2006 - Rein Strikwerda (76), Nederlands orthopedisch chirurg
- 2007 - Roger Vekemans (85), Belgisch jezuïet
- 2009 - Martin Visser (87), Nederlands meubelontwerper en kunstverzamelaar
- 2011 - Herbert A. Hauptman (94), Amerikaans wiskundige
- 2011 - Jeanne van Kesteren (103), Belgisch atlete en basketbalster
- 2011 - John Makin (61), Brits zanger
- 2011 - John McCarthy (84), Amerikaans informaticus
- 2011 - Henk Pleket (74), Nederlands zanger
- 2011 - Marco Simoncelli (24), Italiaans motorcoureur
- 2012 - Jozef Mannaerts (89), Belgisch voetballer
- 2012 - Leon Pliester (58), Nederlands schaker
- 2013 - Anthony Caro (89), Brits beeldhouwer
- 2013 - Roland Feneulle (60), Belgisch misdadiger
- 2014 - Ramiro Pinilla (91), Spaans schrijver
- 2014 - André Piters (83), Belgisch voetballer
- 2014 - Marnix Rueb (59), Nederlands illustrator, striptekenaar en cartoonist
- 2014 - Alvin Stardust (72), Brits zanger
- 2015 - Roger De Clerck (91), Belgisch ondernemer
- 2015 - Krunoslav Hulak (64), Kroatisch schaker
- 2016 - Khalifa bin Hamad al-Thani (84), emir van Qatar
- 2016 - Wim van der Voort (93), Nederlands schaatser
- 2017 - Bert Migchels (75), Nederlands burgemeester
- 2017 - Coen Stork (89), Nederlands diplomaat
- 2017 - Paul Weitz (85), Amerikaans astronaut
- 2018 - Lau van Ravens (96), Nederlands voetbalscheidsrechter
- 2018 - Todd Reid (34), Australisch tennisser
- 2020 - Giep Franzen (88), Nederlands marketeer en hoogleraar
- 2020 - Frits Niessen (84), Nederlands politicus
- 2020 - Ebbe Skovdahl (75), Deens voetballer
- 2020 - Jerry Jeff Walker (78), Amerikaans countryzanger en songwriter
- 2021 - Cyrille Tahay (81), Belgisch politicus
- 2022 - Don Edwards (86), Amerikaans countryzanger
- 2022 - Gijsbert Lekkerkerker (75), Nederlands organist
- 2023 - István Láng (90), Hongaars componist
- 2023 - Gerard Nijenhuis (91), Nederlands schrijver en dichter
- 2024 - Hama Amadou (74), Nigerees politicus; premier (1995-1996, 2001-2007)
- 2024 - Leon Cooper (94), Amerikaans natuurkundige en Nobelprijswinnaar
- 2024 - Gustavo Adolfo Espina Salguero (77), Guatemalteeks politicus
- 2024 - Jack Jones (86), Amerikaans zanger
- 2024 - Stef Meeder (89), Nederlands organist
- 2024 - Coen Niesten (86), Nederlands wielrenner
- 2024 - Hugo Weckx (89), Belgisch politicus

## Viering/herdenking

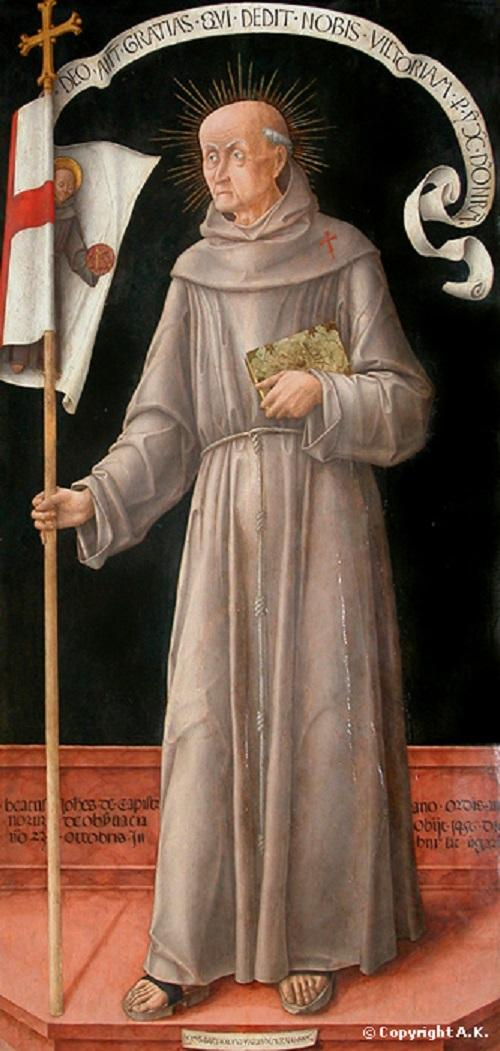
Johannes van Capestrano

- Hongarije - Herdenking Hongaarse Opstand
- Rooms-katholieke kalender:
  - Heilige Johan(nes) van Capestrano († 1450) - Vrije Gedachtenis
  - Heilige Oda van Amay († c. 634/723) - Gedachtenis (in bisdom Luik)
  - Heilige Theodoretus van Antiochië († 362)
  - Heilige Severijn (van Keulen) († 420)
  - Heilige Clether († 520)
  - Heilige Domitius (van Amiens) († c. 775)
  - Heilige Romanus van Rouen († c. 640)
  - Zalige Hendrik van Keulen († 1225)
  - Zalige (Severinus) Boëthius († 525)
  - Zalige Martelaressen van Valenciennes († 1794): o.a. Josephine Leroux
  - Zalige Johannes de Goede († 1249)

## Weerextremen

### Nederland
| | Officiële records | Officiële records | Officiële records |      | Landelijke records | Landelijke records | Landelijke records |
| Gebeurtenis | Jaar              | Extreem           | Locatie           | Jaar | Extreem            | Locatie            |                    |
| --- | ----------------- | ----------------- | ----------------- | ---- | ------------------ | ------------------ | ------------------ |
| Laagste etmaalgemiddelde temperatuur (°C) | 1926              | 1,5               | De Bilt           |      | 2003               | 0,3                | Nieuw Beerta       |
| Hoogste etmaalgemiddelde temperatuur (°C) | 2006, 2013        | 15,7              | De Bilt           |      | 2006               | 16,8               | Ell                |
| Laagste minimumtemperatuur (°C) | 2003              | −5,3              | De Bilt           |      | 2003               | −6,5               | Herwijnen          |
| Hoogste minimumtemperatuur (°C) | 1989              | 13,5              | De Bilt           |      | 2006               | 15,1               | Maastricht         |
| Laagste maximumtemperatuur (°C) | 1926              | 5,8               | De Bilt           |      | 1926               | 4,4                | Vlissingen         |
| Hoogste maximumtemperatuur (°C) | 2000              | 19,8              | De Bilt           |      | 2012               | 21,7               | Westdorpe          |
| Hoogste uurgemiddelde windsnelheid (m/s) | 1949              | 15,4              | De Bilt           |      | 1998               | 22,0               | Vlieland           |
| Hoogste windstoot (m/s) | 1957              | 17,5              | De Bilt           |      | 2002               | 31,0               | Vlakte van De Raan |
| Langste zonneschijnduur (uur) | 1979, 1990        | 9,4               | De Bilt           |      | 1979               | 10,1               | Maastricht         |
| Langste neerslagduur (uur) | 1964              | 13,3              | De Bilt           |      | 1966               | 20,0               | Maastricht         |
| Hoogste etmaalsom van de neerslag (mm) | 1964              | 31,3              | De Bilt           |      | 1966               | 50,3               | Maastricht         |
| Laagste etmaalgemiddelde relatieve vochtigheid (%) | 1990              | 64                | De Bilt           |      | 1990               | 55                 | Twenthe            |
| Laagste uurwaarde luchtdruk op zeeniveau (hPa) | 1925              | 983,0             | De Bilt           |      | 1923               | 978,8              | De Kooy            |
| Hoogste uurwaarde luchtdruk op zeeniveau (hPa) | 1958              | 1039,1            | De Bilt           |      | 1958               | 1039,6             | Rotterdam          |
| Officiële records worden altijd gemeten op het KNMI-weerstation in De Bilt. Landelijke records kunnen worden gemeten op elk officieel KNMI-weerstation in Nederland. |                   |                   |                   |      |                    |                    |                    |

Uitzonderlijke gebeurtenissen
- 1906 - Laatste officiële zachte dag van het jaar (maximumtemperatuur ≥ 15 °C in De Bilt)
- 1918 - Laatste officiële zachte dag van het jaar (maximumtemperatuur ≥ 15 °C in De Bilt)
- 1933 - Laatste officiële zachte dag van het jaar (maximumtemperatuur ≥ 15 °C in De Bilt)
- 1936 - Laatste officiële zachte dag van het jaar (maximumtemperatuur ≥ 15 °C in De Bilt)
- 2012 - Laatste officiële zachte dag van het jaar (maximumtemperatuur ≥ 15 °C in De Bilt)

### België
Dagrecords
- 1880 - Laagste etmaalgemiddelde temperatuur 0,9 °C
- 2006 - Hoogste etmaalgemiddelde temperatuur 16,9 °C
- 1880 - Laagste minimumtemperatuur −1,1 °C
- 2022 - Hoogste maximumtemperatuur 20,0 °C[20]
- 1966 - Hoogste etmaalsom van de neerslag 30,7 mm

Uitzonderlijke gebeurtenissen
- 1958 - Hoge luchtdruk: 1039,5 hPa in Ukkel.

<< · 1 · 2 · 3 · 4 · 5 · 6 · 7 · 8 · 9 · 10 · 11 · 12 · 13 · 14 · 15 · 16 · 17 · 18 · 19 · 20 · 21 · 22 · 23 · 24 · 25 · 26 · 27 · 28 · 29 · 30 · 31 · >>